# エレクトロニクスライフ
『エレクトロニクスライフ』（雑誌コード11941）は、電子工作および放送技術など電子工学の技術に関する情報を扱う趣味雑誌で、日本放送出版協会から刊行されていた。発行は毎月1回1日発行とされ、おおむね毎月15日頃には書店の店頭に並んでいた。なお本稿では改題前の『電波科学』・改題後の『パソコンライフ』についても取り扱う。
監修は『電波科学』ではNHK技師長、『電波科学』後期・『エレクトロニクスライフ』・『パソコンライフ』ではNHK放送技術研究所所長が務めた。また編集委員もNHK関係者がつとめていた。

## 歴史
- 1933年 - 『電波科学』として創刊[関 1]。
- 1946年12月27日 - 第三種郵便物認可。
- 1985年 - 『エレクトロニクスライフ』に改題。
- 1990年 - 通巻700号の発行を達成。
- 1996年 - 『パソコンライフ』に改題。
- 1997年 - 1997年3月号（775号)をもって休刊。

## 内容の変遷

### 電波科学
1933年(1号) - 1985年3月号（631号）
創刊当時は電気・無線技術を中心としていたが、技術の発展とともに取り扱う内容も、ラジオ・テレビ、オーディオ・ビデオへと変遷していった。
それに伴い、新技術の解説やAV機器の音質評価（オープンリールテープレコーダー等）・試作（ラジオ受信機・テレビ受像機や、ドルビーノイズリダクションシステム・PCM録音機等）も行われた。

### エレクトロニクスライフ
1985年4月号（632号） - 1996年3月号（763号）
エレクトロニクス・電子技術の記事が増えてきたことから、『エレクトロニクスライフ』に改題。略称はEL。改題後しばらくは、表紙に「電波科学改題 ELエレクトロニクスライフ」と表記されていた。逆瀬川皓一朗や白土義男、丹羽一夫、窪田登司など著名なテクニカルライタや技術評論家による連載のほかに、ハイビジョン受像機の製作記事やCDプレイヤーやデジタルオーディオのDA変換装置の製作記事が連載されるなど、放送とオーディオの技術情報やNHK並びにNHK放送技術研究所における最新技術情報の紹介記事も多数掲載されていた。
かつてあったパソコン通信サービスのPC-VANにエレクトロニクスライフ(ELEX)というSIGを開設し、記事に関連したプログラムの配布や、読者の交流が行われていた。
1995年10月号は、回路図エディタCEの特集で3.5インチFD(フロッピーディスク)がついていた。
回路図エディタCEは、その後BSchという名称で同じ著者が配布している。

### パソコンライフ
1996年4月号（764号） - 1997年3月号（775号)
電子工作に関心がある読者数の減少や、パソコンの普及から主要なテクニカルライタがパソコンの購入を期にパソコン関連の記事が多くなったため、改題し内容をMacintosh・Windowsユーザ向けに刷新。版下制作もMacintoshによるDTPに切り替えた。NHK総合テレビ「NHKスペシャル新・電子立国」のディレクター相田洋と元NHK解説委員赤木昭夫の対談を中心にした連載「新電子立国英雄列伝」や、NHK教育テレビ「シリーズ10min.　楽々パソコン」との連動コーナーもあった。しかし、思うように部数が伸びず休刊。
なお『エレクトロニクスライフ』最終号の予告では、新誌名は「EL エレクトロニクスライフ　パソコンウォーカー」と発表されていた。